# Carybdea brevipedalia
Carybdea brevipedalia Kishinouye, 1891 è una cubomedusa tropicale della famiglia delle Carybdeidae.

## Distribuzione e habitat
La specie è stata descritta da Kamakichi Kishinouye nel 1891, relativamente ad esemplari raccolti ad Honshū e a Shima, in Giappone. La C. mora, attualmente considerata un sinonimo della C. brevipedalia, è stata identificata dallo stesso Kishinouye nella Baia di Tokyo. La specie è quindi diffusa nelle acque del mar del Giappone, paese dove è chiamata "Andonkurage" (medusa lanterna).

## Descrizione
La C. brevipedalia è una cubomedusa di piccole dimensioni: l'ombrella misura 3 cm e i quattro sottili tentacoli possono raggiungere 20 cm di lungo. Il corto velarium ha dei canali che a volte si diramano verso il bordo. Le facelle (o phacellae) gastriche, organi sormontati da filamenti chiamati cirri e presenti in ogni angolo dello stomaco in questa specie, sono costituite da file di una decina di cirri disposti a cespuglio. Il ropalio, l'organo sensoriale delle cubomeduse, è protetto da una nicchia a forma di cuore. I pedalia, le quattro protuberanze muscolose ai quattro angoli della base della campana cubica, sono lunghi circa 1/3 dell'ombrella e sottili, con una sporgenza a forma di timone.
L'esombrella è disseminata di nematocisti. 
La puntura della C. brevipedalia è dolorosa e la dose letale di veleno è minore rispetto alle meduse del genere Alatina e alla C. yamaguchii.